# باغ صفا (باغ)
باغ صفا یا باغ میرزاآقاخان یکی از باغ‌های تاریخی و مشهور استان فارس واقع در شهر شیراز بوده‌است که توسط حاجی عزالملک بنا شده‌است، ولی چون در دوره قاجار توسط شخصی به نام میرزاآقاخان مورد استفاده قرار گرفته به آن نام شهرت داشته‌است.
باغ صفا از باغ‌های بسیار بزرگ تاریخی شیراز برشمرده می‌شود.
این باغ که هم‌اکنون تفکیک شده‌است در کنار رودخانه خشک و در کنار پل باغ صفا قرار داشته‌است.
هم‌اینک تنها یک قطعهٔ ۲۰۰۰۰ متری از باغ صفا باقی مانده‌است.